# Hofgut Kleinglattbach
Das Hofgut Kleinglattbach ist ein Denkmalensemble in Kleinglattbach, einem Ortsteil von Vaihingen an der Enz in Baden-Württemberg.

## Geschichte
Das Hofgut geht vermutlich auf einen fränkischen Herrenhof (um 900 n. Chr.) zurück, der wahrscheinlich auch 1023 mit der „Villa Gladebach“ in einer Urkunde des Bistums Speyer Erwähnung findet.
Über die Grafen von Vaihingen ging der Hof 1356 an die Grafen und späteren Herzöge von Württemberg. Diese verpachteten den sogenannten „Drittelshof“ an verschiedene Bauernfamilien.

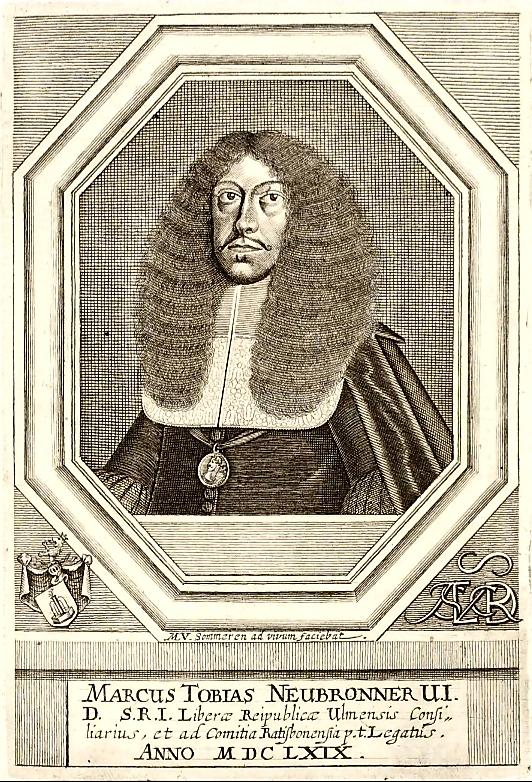
Marcus Tobias Neubronn von Eisenburg

Im 17. Jahrhundert waren die Besitz-, aber auch Eigentumsverhältnisse in ständigem Wechsel, bis der Kornwestheimer Johannes Pflugfelder und der Ulmer Patrizier Marcus Tobias Freiherr Neubronn von Eisenburg zwischen 1704 und 1715 jeweils eine Hälfte des Hofes erwarben.
1863 gelang es dem württembergischen Außen- und Justizminister Constantin Franz Justus Freiherr von Neurath, den gesamten Hof zu erwerben.
Im Jahr 1951 verkaufte Ernst von Neurath das Hofgut an Richard Hehr (Hofgut Steinbachhof). Dessen Nachkommen, die Familie Sanders-Groeneveld-Coldemüntje, bewirtschaften das Hofgut bis heute.

## Gebäude

### Herrenhaus
Das Herrenhaus, früher auch „Schloss“ genannt, ist ein traufständiger langgestreckter Bau, an dem im Verlauf der Geschichte einige Veränderungen vorgenommen wurden.
Gebaut wurde das im Kern barocke Haus wahrscheinlich gegen Ende des 17. Jahrhunderts. Von diesem Gebäude zeugt heute noch der Keller und das Erdgeschoss mit barocken Architekturdetails wie den Fensterrahmungen auf der Rückseite oder dem profilierten Stockwerksgesims.
Der ursprünglich verputzte Fachwerkoberbau ist aufgrund der typischen K-Formen auf die zweite Hälfte des 18. Jahrhunderts, also die Zeit des Klassizismus zu datieren. Auch im Inneren sind die klassizistischen Details noch klar zu erkennen.
Während des Dritten Reiches war das Herrenhaus sowohl Treffpunkt für die Hitler-Jugend als auch ein Bund-Deutscher-Mädel-Heim. In der unmittelbaren Nachkriegszeit fungierte es als Knaben-Heimschule des Evangelischen Hilfswerks und als eine Außenstelle des Seminars Maulbronn-Blaubeuren. Danach war im Gebäude das erste Altersheim der Evangelischen Heimstiftung untergebracht. Später diente es wieder als Wohnhaus.

### Pächter-/Verwalterhaus

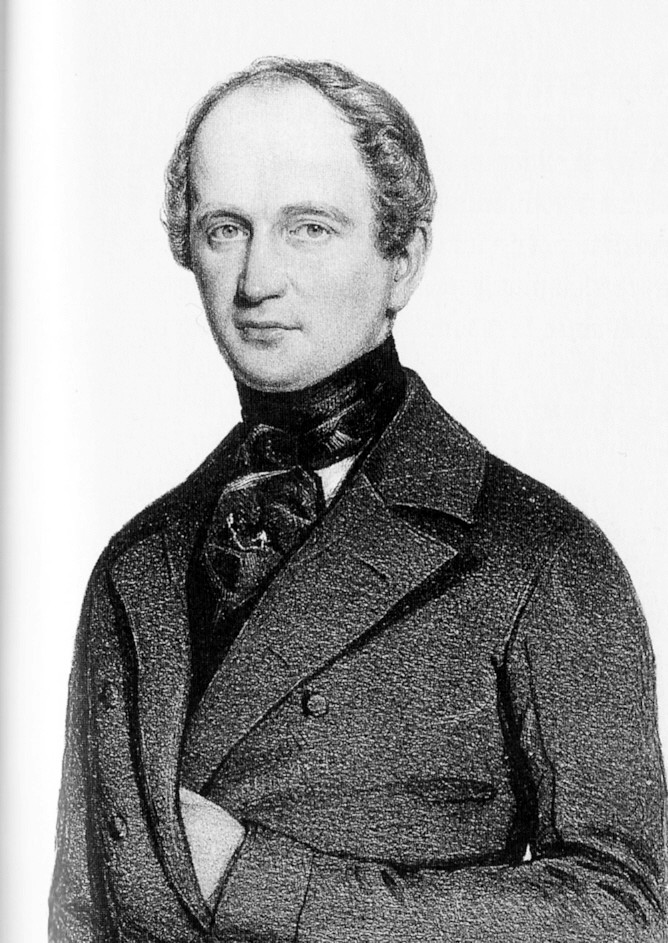
Constantin Franz Justus von Neurath

Das Pächterhaus wurde 1872 von Constantin Sebastian Freiherr von Neurath erbaut.
Auf einem Sockelgeschoss aus Sandstein wurden vier weitere Geschosse in sichtbarem Backsteinmauerwerk errichtet. Einfache Formsteinfriese bereichern dieses Wohn- und Wirtschaftsgebäude. An der westlichen Giebelseite zeigen sich auf einer Steintafel die Wappenreliefs derer von Neurath und von Gemmingen.
Unter dem Gebäude befindet sich noch der Gewölbekeller des alten Pfarrhauses, das dem Pächterhaus weichen musste.

### Haus Pflugfelder und Steinscheune
Das Haus Pflugfelder wurde als stattliches barockes Einhaus 1708 von Johannes Pflugfelder, nach dessen Erwerb der einen Hälfte des „Drittelshofes“, erbaut. 1804 wurde es in Richtung Norden durch eine Scheune mit darunter liegenden Stallungen erweitert.
In der ersten Hälfte des 19. Jahrhunderts wurde des Weiteren eine Steinscheune mit schön ausgeführten Thermenfenstern in Richtung Westen angebaut.
In Richtung Westen schließt sich ein kleines Gebäude an das Einhaus an, das unter anderem als Brennerei diente.
1880 ließ Constantin Sebastian Freiherr von Neurath den größten Teil des gemauerten Erdgeschosses zu einem zusammenhängenden Stall umbauen.

### Haus Neubronn
Die Freiherren Neubronn von Eisenburg bewohnten ein den Hof dominierendes Steinhaus mitten im Ensemble. Nach dem Erwerb durch die Freiherren von Neurath 1863 wurde das Gebäude abgerissen. Zwei Gewölbekeller zeugen jedoch noch heute von dessen Existenz.

### Unteres Wohnhaus
Gleich linkerhand der Haupteinfahrt befindet sich ein Wohnhaus. Es wurde 1825 im Biedermeierstil errichtet. Über dem gemauerten Kellersockel schließt sich ein Fachwerkaufbau an. Nach oben abgeschlossen ist das Gebäude durch ein Krüppelwalmdach.
Vor dem Haus befindet sich ein 12 Meter tiefer Brunnen, der schon früh die Wasserversorgung des Hofguts sicherstellte.

### Heuhaus
Das im Jahr 1885 nach einem Brand durch Constantin Sebastian Freiherr von Neurath wiederaufgebaute Obergeschoss wurde als zeittypisches Scheunengebäude in Fachwerk mit sichtbarer Ziegelausriegelung und Holzbindern auf das Erdgeschoss in Werksteinbauweise aufgesetzt. Hier wurden Heu, Stroh und sonstige Futtermittel gelagert, die direkt dem darunter liegenden Stall zugeführt werden konnten.
Das Erdgeschoss ist weitaus älter. Die Grundmauern stammen von nochmals älteren Vorgängerbauten. Der große Gewölbekeller wurde zur Lagerung von Kartoffeln und Rüben genutzt. Die Stallungen dienten größtenteils zur Rinder- und Schweinehaltung.
Am Heuhaus zum Innenhof hin angebaut befindet sich das Dreschhaus, auch Göpelhaus genannt. Bis heute sichtbar ist die technische Vorrichtung / Transmission, die zum Dreschen der Garben, die im Heuhaus gelagert waren, benötigt wurde.

### Pavillon
Der kleine, ganz in Holz ausgeführte Pavillon liegt südlich des Hofes und ist in seiner Art ein seltenes Beispiel des vom Schweizerhausstil geprägten Bauens der Zeit um 1870.
Er ist das letzte Überbleibsel des ehemaligen Landschaftsparks, welcher unmittelbar nach dem Krieg gerodet und in der Sägemühle im Rieter Tal verarbeitet wurde.

### Werkstatt und Scheune
In östlicher Richtung angebaut an das untere Wohnhaus sind Werkstätten, Schafställe und anschließend die teils massiv, teils in Fachwerkbauweise ausgeführten, aus verschiedenen Jahrhunderten stammenden Scheunen.
Im Stall zwischen der Scheune und dem südlich davon liegendem Pächterhaus ist auf der Ostseite ein wohl wiederverwendeter Türsturz mit der Jahreszahl 1818 eingebaut. Dieser Stall war ursprünglich Pferdestall, später dann Bullenstall und wurde, wie auch das Pächterhaus, im Jahr 1872 auf älteren Grundmauern erbaut.